# Đông Phù Dư
Dongbuyeo (Hán-Việt: Đông Phù Dư) Phù Dư quốc là một nhà nước của người Triều Tiên thời cổ đại, nối tiếp Bukbuyeo (Bắc Phù Dư) ở vùng đất mà ngày nay là Bắc Triều Tiên và Mãn Châu. Vương quốc này do Hae Buru sáng lập sau khi ông ta cùng thân tín đào thoái khỏi Bắc Phù Dư do bị Go Dumak phế truất ngôi vị vua Bắc Phù Dư. Triều đại này trải qua 3 đời vua gồm Hae Buru (Giai Phủ Lữ), Geumwa (Kim Oa) và Daeso (Đái Tố), cho đến khoảng đầu thế kỷ 1 thì diệt vong và lãnh thổ bị sáp nhập vào Goguryeo (Cao Cấu Ly) sau sự kiện vua Đái Tố  bị cháu nội vua Jumong là Muhyul giết.